# Diplognatha viridichalcea
Diplognatha viridichalcea är en skalbaggsart som beskrevs av Hermann Julius Kolbe 1897. Diplognatha viridichalcea ingår i släktet Diplognatha och familjen Cetoniidae. Inga underarter finns listade i Catalogue of Life.